# 1-я дивизия морской пехоты (вермахт)
1-я дивизия морской пехоты (нем. 1. Marine-Infanterie-Division) — воинское соединение Германии, воевавшее в ходе Второй мировой войны. Первое воинское формирование морских пехотинцев Германии.

## История
Появилось в конце января — начале февраля 1945 года. Личный состав набран из 1-го учебного батальона морской пехоты, базировавшегося в Люберштедте-бай-Веземюнде. Дивизия вела боевые действия против войск союзников на Западном фронте, на северо-западе Германии. Капитулировала 8 мая 1945 года.

## Состав
- 1-й полк морской пехоты
- 2-й полк морской пехоты
- 4-й полк морской пехоты
- 1-я рота автоматчиков (позднее батальон)
- 1-й артиллерийский полк морской пехоты
- 1-й резервный батальон морской пехоты
- 1-й противотанковый отряд
- 1-й сапёрный батальон морской пехоты (с 15 апреля 1945)
- 1-й разведывательный отряд морской пехоты (с 15 апреля 1945)

## Служба
| Дата                | Корпус      | Армия              | Группа армий         | Базирование |
| Февраль-апрель 1945 | Одеркорпус  | 9-я армия          | Группа армий «Висла» | Штеттин     |
| Апрель-май 1945     | 46-й корпус | 3-я танковая армия | Группа армий «Висла» | Штеттин     |

## Командование
- Контр-адмирал Ганс Хартманн (31 января-17 февраля 1945)
- Генерал-майор Вильгельм Блеквенн (17 февраля-8 мая 1945)